# Manding Timur
Manding Timur is een bestuurslaag in het regentschap Sumenep van de provincie Oost-Java, Indonesië. Manding Timur telt 2728 inwoners (volkstelling 2010).